# Larry Blyden
Larry Blyden, de son vrai nom Ivan Lawrence Blieden, est un acteur américain, né le 23 juin 1925 à Houston, mort le 6 juin 1975 à Agadir (Maroc).

## Biographie
Larry Blyden commence sa carrière à la télévision puis au théâtre avant de se faire connaître par le cinéma. Il a joué le rôle de Rocky Valentine dans Enfer ou Paradis et Rance McGrew dans Règlements de compte pour Rance McGrew. Il a épousé l'actrice Carol Haney et le couple a eu deux enfants : Joshua né en 1957 et Ellen née en 1960. Carol, qui souffrait d'une pneumonie, est morte en 1964 des suites de cette maladie prolongée de surcroît par un diabète et de l'alcoolisme prononcés.
Il est apparu en 1974 dans une comédie musicale. Il est mort en juin 1975 des suites d'un accident de voiture au Maroc. Son fils Joshua est mort en 2000.

## Filmographie
Cinéma
- 1957 : Embrasse-la pour moi (Kiss Them for Me) de Stanley Donen - Mississipi
- 1957 : La Nuit des maris (The Bachelor Party) de Delbert Mann - Kenneth
- 1970 : Melinda (On a Clear Day You Can See Forever) de Vincente Minnelli - Warren Pratt

Télévision
- 1960 : La Quatrième Dimension - épisode 28, saison 1 : Enfer ou Paradis - Henry Francis 'Rocky' Valentine
- 1962 :  Aventures dans les îles - épisodes : The Dream Merchant -  Charlie Vale
- 1962 : La Quatrième Dimension - épisode 20, saison 3 : Règlements de compte pour Rance McGrew - RanceMc Grew